# Stamford, Lincolnshire
Stamford är en stad och civil parish med 19 701 invånare (2011) i sydvästra delen av grevskapet Lincolnshire i England. 
Stamford var en av Five Burghs inom Danelagen.